# Phare du Cap Leucate
De phare du Cap Leucate is een vuurtoren aan de Middellandse Zeekust ter hoogte van de plaats Leucate in Frankrijk. De vuurtoren, met een hoogte van 19,4 meter, is in 1950 gebouwd en in 1951 in gebruik genomen. Ondanks dat het licht op de vuurtoren automatisch wordt geregeld, is de vuurtoren wel bemand.